# Iksan
Iksan (kor. 익산) – miasto w Korei Południowej, w prowincji Jeolla Północna. W 2006 liczyło 317 920 mieszkańców.

## Miasta partnerskie
- Stany Zjednoczone: Culver City
- Dania: Odense
- Chińska Republika Ludowa: Zhenjiang